# Коричев, Сергей Андреевич
Коричев, Сергей Андреевич (1890—1961) — советский государственный и партийный деятель. Председатель президиума Исполнительного комитета Советов рабочих, крестьянских и красноармейских депутатов Автономной Чувашской области с 1 июля 1921 по 14 мая 1924.

## Биография
Родился в чувашской семье.
Председатель президиума Исполнительного комитета Советов рабочих, крестьянских и красноармейских депутатов Автономной Чувашской области.
Член Всесоюзной коммунистической партии (большевиков). В годы Великой Отечественной войны — капитан интендантской службы.
Умер в 1961.

## Награждён
- орденом Красной Звезды, медалями.
- удостоился Георгиев. креста 4-й степ.